# Colombo (fumetto)
Colombo (tragedia di un bighellone) è una storia a fumetti creata da Francesco Tullio Altan, in dodici capitoli e un prologo a colori.
È stata pubblicata per la prima volta sulle pagine di Linus a partire dal dicembre 1976. Verrà poi ripubblicata come allegato alla rivista satirica Cuore, sempre a puntate. È stata poi pubblicata in volume dalla Glénat nel 1987, ristampata varie volte, e ripubblicata sul volume dedicato ad Altan (L'arte di Altan) per la serie I classici del fumetto di Repubblica.

## Trama
La storia parla della vita di Cristoforo Colombo, dalla nascita sino alla scoperta dell'America.
La storia ci mostra un Colombo totalmente differente da come ce lo saremmo immaginato: grasso, sudato, volgare, che vomita una volta almeno in ogni capitolo.
Alla fine scoprirà il nuovo continente andandogli letteralmente addosso.
I nativi americani, mostrati per la prima volta nel prologo, paiono molto più colti e civili del navigatore genovese.
I compagni di bordo di Colombo, Padre Pietro, Pinzòn e Lopez, una volta giunti a terra, non esitano ad usare la forza per farsi rivelare dagli abitanti dove si trova l'oro (peraltro senza successo: Padre Pietro commenta "Questi qua l'oro non sanno neanche com'è. Son così bestiali che non l'hanno nemmeno mai cercato, te lo dico io!").
Gli Indios reagiscono lottando con le truppe. Colombo, ignaro di tutto ritorna all'accampamento e trova ancora da criticare i suoi compagni. Il romanzo si conclude con il ritorno di Cristoforo dalla Regina, che subito chiede di vedere oro e spezie. Alla triste risposta di Colombo ("Si è fatto il possibile. Niente oro.") la regina risponde: "Bravo! Vi farei un bell'applauso, se non avessi le mani occupate!".